# Професор, остерігайся
Професор, остерігайся (англ. Professor Beware) — американська кінокомедія режисера Елліотта Наджента 1938 року.

## Сюжет
Професор Ламберт займається розшифровкою стародавніх єгипетських табличок Неферуса і Анібе. І виявляє дивовижні паралелі між прочитаним і своїм власним життям.

## У ролях
- Гарольд Ллойд — професор Ламберт
- Філліс Велш — Джейн Ван Барен
- Реймонд Волберн — суддя Джеймс Г. Паркхаус Маршалл
- Лайонел Стендер — Джеррі
- Вільям Фроулі — Снуп Донлан
- Тьюрстон Холл — містер Ван Барен
- Кора Візерспун — місіс Піттс
- Стерлінг Холлоуей — наречений
- Мері Лоуренс — наречена